# Francisco José Villas-Boas Senra de Faria Coelho

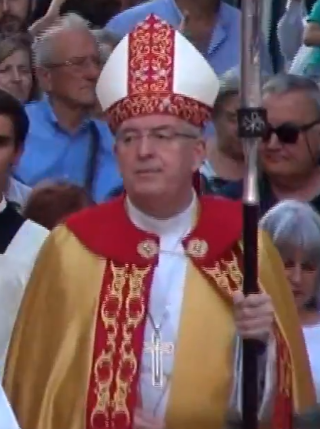
Francisco José Villas-Boas Senra de Faria Coelho (2018)

Erzbischofswappen

Francisco José Villas-Boas Senra de Faria Coelho (* 12. März 1961 in Maputo, Mosambik) ist ein portugiesischer Geistlicher und römisch-katholischer Erzbischof von Évora.

## Leben
Francisco José Villas-Boas  Senra de Faria Coelho wuchs als Sohn einer portugiesischen Familie zunächst in Mosambik auf. Nachdem das Land unabhängig wurde, kehrte die Familie nach Portugal zurück. Villas-Boas studierte ab 1980 am Priesterseminar von Évora und empfing am 29. Juni 1986 durch den Erzbischof von Évora, Maurílio Jorge Quintal de Gouveia, das Sakrament der Priesterweihe. Von 1988 bis 1991 studierte er Kirchengeschichte an der Päpstlichen Universität Gregoriana. Im Erzbistum Évora war er neben seiner priesterlichen Tätigkeit Theologiedozent und gehörte vor seiner Bischofsweihe dem Priesterrat an.
Am 17. April 2014 ernannte ihn Papst Franziskus zum Titularbischof von Plestia und bestellte ihn zum Weihbischof in Braga. Die Bischofsweihe spendete ihm der Erzbischof von Évora, José Francisco Sanches Alves, am 29. Juni desselben Jahres. Mitkonsekratoren waren der Erzbischof von Braga, Jorge Ortiga, und der Alterzbischof von Évora, Maurílio Jorge Quintal de Gouveia. Sein Wahlspruch Que ele Cresça e eu diminua (lateinisch Illum oportet crescere, me autem minui, deutsch: Er muss wachsen, ich aber muss kleiner werden) ist dem Evangelium nach Johannes entnommen (Joh 3,30 ).
Am 26. Juni 2018 ernannte ihn der Papst zum Erzbischof von Évora. Die Amtseinführung fand am 2. September desselben Jahres statt. Er gehört in der Amtsperiode 2023 bis 2026 dem Ständigen Rat der Portugiesischen Bischofskonferenz an.